# Bolt Thrower

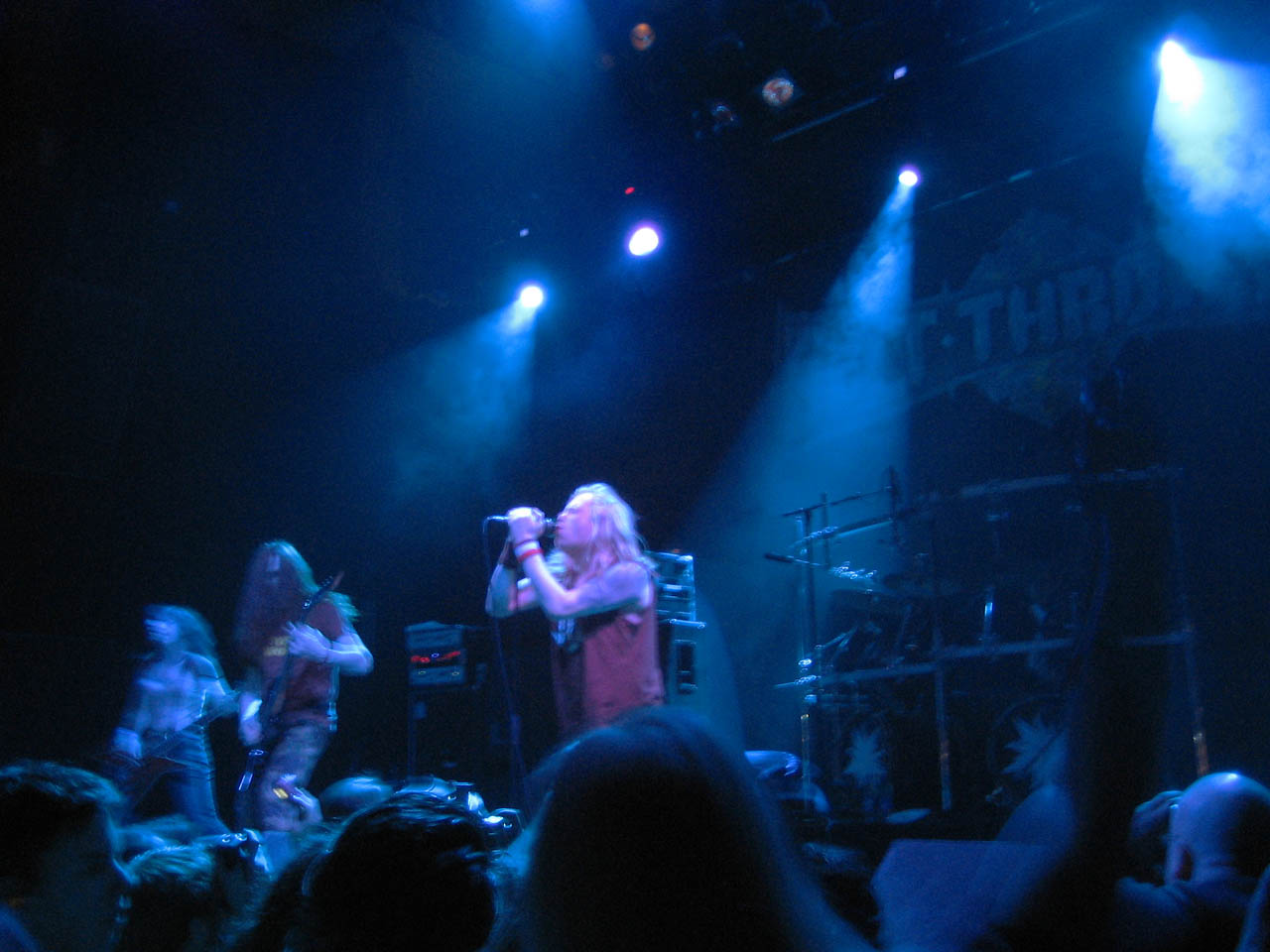
Bolt Thrower en vivo desde el Inferno Metal Festival 2006.

Bolt Thrower fue una banda de death metal de Coventry, Inglaterra. Se formaron en 1986 y lanzaron su primer álbum con el sello Vinyl Solution en 1988. Entonces cambiaron a un nuevo sello discográfico, Earache Records, pronto se convertirían en una de las bandas con mejores ventas en ese sello. Su último sello fue Metal Blade Records. La banda tuvo una sucesión de miembros e hizo gira por Europa, Estados Unidos y Australia.
La banda tomó su nombre de un arma del popular juego de mesa de estrategia Warhammer Fantasy Battle. Las letras y portadas de su segundo y tercer álbum fueron también basadas en Warhammer al igual que el futurístico Warhammer 40.000, con mucho de su arte que realmente fue provisto por el publicador del juego, Games Workshop. El tema general de sus letras es la guerra y sus consecuencias.

## Historia

### Historia temprana: 1986-1988
Bolt Thrower se formó en septiembre de 1986 como una banda de thrash/punk, influenciada en gran parte por bandas como Slayer, Crass y Discharge. La banda fue fundada por el bajista Gavin Ward y el guitarrista Barry Thompson en el baño de un bar en Coventry durante un concierto de hardcore punk. Poco después, Andrew Whale y Alan West se unen a la banda en batería y voz respectivamente. En abril de 1987 fue grabado su primera demo In Battle There is No Law con esta alineación.
Su segunda grabación fue la demo Concession of Pain, en septiembre de 1987. Gavin pasó a tocar la guitarra y reclutaron a Alex Tweedy para tocar el bajo. Sin embargo, Alex no se presentó para la grabación, entonces Gavin tocó ambos, guitarra y bajo, para la demo. Dos semanas después de la grabación, la novia de Gavin, Jo Bench reemplazó a Tweedy.
Con esta alineación grabaron su primera Peel Session el 3 de enero de 1988, con John Peel, el disc jockey alternativo de BBC Radio One. Él recibió la segunda demo y se entusiasmó con la banda. Ellos grabaron 4 tracks, resultando en un acuerdo con Vinyl Solution para grabar un álbum. Justo antes de la grabación de su primer álbum completo, ellos reemplazaron a su vocalista con su conductor Karl Willets. Su LP debut In Battle There is No Law! tiene una duración de media hora y tiene un sonido primitivo y crudo.

### 1988-1994
Ellos no estaban satisfechos con el acuerdo con Vinyl Solution porque era un sello de puro hardcore en aquel entonces. La marca hizo poca promoción para Bolt Thrower y su mezcla de death metal y hardcore punk. Así que después de un álbum Bolt Thrower decidió irse de Vinyl Solution y firmar con Earache Records. Earache Records tiene también contratadas varias bandas de death metal como Carcass y Napalm Death. La banda trabajó un poco en su estilo y cambiaron a tocar rápidas, más agresivas y poderosas canciones, convirtiéndose más en una banda de deathgrind. La producción de este álbum no fue grandiosa, aunque fue una mejora de previos trabajos. La portada fue hecha por Games Workshop (ellos producen juegos como Warhammer) porque el suplemento del juego que ellos producían tenía un nombre similar al álbum que Bolt Thrower estaba por sacar. Después de que Games Workshop escuchara las grabaciones de las canciones de la segunda Peel session, la cual se grabó el 6 de noviembre de 1988, ellos se ofrecieron a diseñar la portada del álbum de Bolt Thrower. La banda aceptó esta oferta. El álbum fue lanzado en 1989 con el título de Realm of Chaos y el subtítulo Slaves to Darkness. Muchas de las letras de las canciones fueron influenciadas por el juego, pero no meramente a causa del acuerdo con Games Workshop. Karl, Andy y Gavin estaban muy dentro de los juegos que Games Workshop producía y ellos escribieron unas cuantas canciones sobre estos juegos. Algunos ejemplos obvios son "Plague Bearer" y "World-Eater". Varias de sus letras sin embargo pueden estar proyectadas en la guerra, el tema general que Bolt Thrower usa. Después de la grabación de Realm of Chaos ellos estuvieron en el Grindcrusher Tour con sus compañeros Napalm Death, Carcass y Morbid Angel. En el EP Cenotaph una canción ("Realm of Chaos") fue grabada durante este tour. Este EP también presenta los dos bonus tracks de War Master y Realm of Chaos más la canción Cenotaph.
A continuación, ellos graban su tercer y final Peel session el 22 de julio de 1990. El siguiente paso en la historia de Bolt Thrower fue el álbum War Master. En este álbum, Bolt Thrower dejan de lado sus influencias de grindcore y vuelven más death metal. Ellos ponen un poco más de habilidad tocando y haciendo que el sonido suene un poco más sofisticado. Y esta vez la producción fue más elaborada. Fue grabado, igual que el álbum anterior en Slaughterhouse Studios, que se quemó dos semanas después de que la grabación estuviera completa. De nuevo Games Workshop se ofreció para hacer el trabajo artístico, sin embargo fue considerado muy caro, Bolt Thrower declinó la oferta. El antiguo líder de diseño de Games Workshop se prestó a hacer el trabajo resultando en una muy similar portada a la de Realm of Chaos. Para promover su álbum War Master en el tour estadounidense, ellos utilizaron un viejo autobús escolar como camión de gira, cargado con varios juegos de computadora. Las tres Peel sessions fueron lanzadas en un solo CD llamado The Peel Sessions 1988-90 en 1991.
Su siguiente paso fue el álbum The IVth Crusade . El título tiene un doble significado, fue su cuarto álbum de estudio (sin contar The Peel sessions), pero el título del álbum también se refiere a la Cuarta Cruzada y la captura de Constantinopla. La portada es una pintura de Eugène Delacroix, mostrando "La entrada de los cruzados a Constantinopla".
Bajaron el tono de sus guitarras aún más y escribieron canciones más lentas que fueron más pesadas y bombásticas. Esto se inclina más hacia un doom metal influenciado por bandas como Candlemass, en combinación con su propio sonido masivo de death metal. El álbum fue seguido por el tour World Crusade con la banda polaca de death metal Vader y la banda sueca Grave en Europa. La banda fue de gira a Estados Unidos y también en Australia. Durante este tiempo una demo fue lanzada, llamado Spearhead conteniendo un muy pesado y extendido remix del track Spearhead más dos nuevos tracks y Dying Creed del álbum.
Alineación Clásica (de 1988 a 1994)
- Karl Willets: Voz
- Gavin Ward: Guitarra
- Barry Thompson: Guitarra
- Jo Bench: Bajo
- Andy Whale: Batería

Su siguiente álbum se titula ...For Victory y fue lanzado en 1994. Fue el último álbum con Karl Willets y Andrew Whale. Ambos dejaron la banda para cambiar su dirección en la vida. El último tour americano no estuvo muy bien, regresaron a casa prematuramente y por ese tiempo la banda estaba harta de hacer gira. También hicieron un regreso parcial a sus raíces Hardcore/Thrash metal sin olvidar sus influencias Doom, aunque la voz tendía a sonar un poco diferente, menos gutural, pero más estilo hardcore punk; fue más algo como un grito ronco especialmente en "When Glory Beckons" y "Armageddon Bound". Una edición limitada del álbum existe conteniendo un bonus Cd en vivo, llamado War (a veces llamado Live War). Después del lanzamiento del álbum Karl Willets fue reemplazado por Dutchman Martin van Drunen y Martin Kearns se hizo cargo de la batería.

### 1995 a 2016
En 1995 y 1996 la banda hizo 2 tours por Europa. En 1997 Martin van Drunen decidió dejar la banda ya que nunca se sintió realmente parte de Bolt Thrower, y también porque tenía una enfermedad que hacia que su cabello se cayera debido a que se sentía inseguro en el escenario. Martin Kearns decidió irse también. La posición de la batería es ahora ocupada por Alex Thomas. Karl Willets temporalmente se reunió con la banda para hacer el trabajo vocal en el siguiente álbum. La banda cambió de sello discográfico de Earache a Metal Blade Records, porque a partir del tour ...For Victory ellos veían una carencia de éxito con Earache. Además Earache quería tomar control de ellos y Bolt Thrower quería irse cuanto antes.
El álbum titulado Mercenary fue lanzado el 8 de septiembre de 1998 en Europa y el 10 de noviembre de 1998 en Estados Unidos y contiene 9 canciones. Es más lento que sus predecesores. Sin embargo es definitivamente muy pesado y con sonidos muy a lo Bolt Thrower. Y Karl regresa a interpretar su previo estilo de canto; las influencias de hardcore punk han desaparecido de nuevo. Después de la grabación del álbum, Karl deja la banda de nuevo y la banda recluta a Dave Ingram permanentemente después de que deja Benediction.
En noviembre de 1998, Earache Records lanza Who Dares Wins, un álbum presentando varias viejas grabaciones, incluyendo las grabaciones de los EP Spearhead y Cenotaph. La banda no estuvo de acuerdo con el lanzamiento de este álbum. Originalmente el título era No Guts-No Glory pero el título fue cambiado porque una canción en Mercenary tenía el mismo título y Metal Blade objetó. Siguiendo el lanzamiento del álbum, se hizo un tour europeo de nombre Into the Killing Zone con Dave Ingram a las voces.
Tras una corta gira europea en el 2001 (solo 5 fechas) empezaron a trabajar en un nuevo álbum. Honour-Valour-Pride fue lanzado a últimos del 2001 en Metal Blade y muestra una progresión de la dirección tomada en Mercenary. Contiene 9 canciones y el digipack contiene un bonus track adicional. Martin Kearn está de vuelta con la banda después de arreglar las cosas en su vida. Alex Thomas salió de la banda por desinterés en la dirección musical de Bolt Thrower.
En 2004 la banda empieza a trabajar en material para su nuevo álbum. Intentaron grabar en mayo del 2004. Mientras tanto un tour europeo y estadounidense fue preparado. Desafortunadamente justo antes de que la grabación pudiera empezar, Dave Ingram decide irse debido a problemas personales y de salud. Esto arruinó la nueva grabación y los tours, y la prioridad fue encontrar un nuevo vocalista. El 18 de noviembre de 2004, la banda anuncia el regreso de Karl Willets a la banda. Ya completos, la grabación del nuevo álbum, llamado "Those Once Loyal", comenzó en mayo de 2005 siendo lanzado el 11 de noviembre del mismo en Alemania; el 14 de noviembre en el resto de Europa y en los Estados Unidos el 15 de noviembre siendo recibido y aclamado con múltiples críticas positivas por revistas de renombre como Rock Sound, Rock Hard y Metal Hammer. Una gira éuropea siguió al lanzamiento en enero y febrero de 2006 con una continuación en abril con presentaciones en Escandinavia, Reino Unido y España entre otros.
Al final de dicha gira, Bolt Thrower anunció que si bien estaban complacidos con el éxito de "Those Once Loyal", ellos pospondrían indefinidamente la grabación de un nuevo álbum debido a que la banda siempre tuvo (en sus propias palabras) la intención de parar cuando lanzaran "el álbum perfecto de Bolt Thrower". Sin embargo, Karl Willets mencionó varias veces estar trabajando en un nuevo álbum de la banda.
Debido al lanzamiento de "Those Once Loyal", Earache Records lanzó una edición remasterizada del álbum de 1989 "Realm of Chaos" con portada diferente hecha por John Sibbick, el artista responsable del arte original tanto de Warhammer 40,000 Rogue Trader como del Realm of Chaos. Ante esto, la banda ha instado públicamente a los fanes a no comprar esta nueva edición pues fue lanzada sin consultarles y aún menos pedirles permiso. También se dice que la banda no ha recibido regalías de Earache desde hace ya varios años.

### Muerte de Martin Kearns y el fin de Bolt Thrower (2015–2016)
Martin "Kiddie" Kearns, quien pasó a formar parte de Bolt Thower desde 1994 a 1997 y de nuevo desde 2000, murió inesperadamente a la edad de 38 años el 14 de septiembre de 2015. A raíz de su muerte, Bolt Thrower canceló la gira anunciada por Australia, la cual habría sido la primera desde 1993.
En el 14 de septiembre de 2016, fecha del primer aniversario de la muerte de Kearns, Bolt Thrower anuncio via website su disolución: "Pasamos más de 20 años juntos, viajando por el mundo con tres diferentes vocalistas, pero él era mucho más que solo "EL" baterista para nosotros. Es por eso que, cuando cargamos su ataúd hasta su última morada, el puesto de baterista de Bolt Thrower quedó sepultado con él. Él fue y será el BATERISTA de Bolt Thrower, nuestro amigo y soporte Martin 'Kiddie' Kearns." Rumores de la disolución de la banda fueron confirmados dos días después por el vocalista Karl Willetts, que dijo: "Puedo confirmar que Bolt Thrower definitivamente ha llegado a su fin. NO HABRÁ más giras, Así lo acordamos todos."

## Miembros

### Última Formación
- Barry (baz) Thompson - Guitarra líder (1986-2016 )
- Gavin Ward - Guitarra rítmica (bajo en los demos) (1986-2023)
- Jo Bench - Bajo (1987-2016)
- Martin (Kiddie) Kearns - batería (1994-1997, 1999-2015; muerte)
- Karl Willets - Voz (1987-1994, 1997-1998, 2004–2016)

### Miembros Pasados
- Alex Tweedy - Bajo (1987)
- Alan West - Voz (1986-1988)
- Dave Ingram - Voz (1997, 1998-2004)
- Martin van Drunen - Voz (1995-1997)
- Alex Thomas - Batería (1997-1999)
- Andrew (Andy) Whale - Batería (1986-1994)

## Discografía

### Demos
- In Battle There is No Law (1987)
- Concession of Pain (1987)

### Álbumes de Estudios
- In Battle There is No Law (1988)
- Realm of Chaos (1989)
- War Master (1991)
- The IVth Crusade (1992)
- ... For Victory (1994)
- Mercenary (1998)
- Honour-Valour-Pride (2001)
- Those Once Loyal (2005)

### En Vivo y Compilaciones
- The Peel Sessions 1988-90 (1991)
- War (1994)
- Who Dares Wins (1998)